# Risultati sportivi di Michael Schumacher

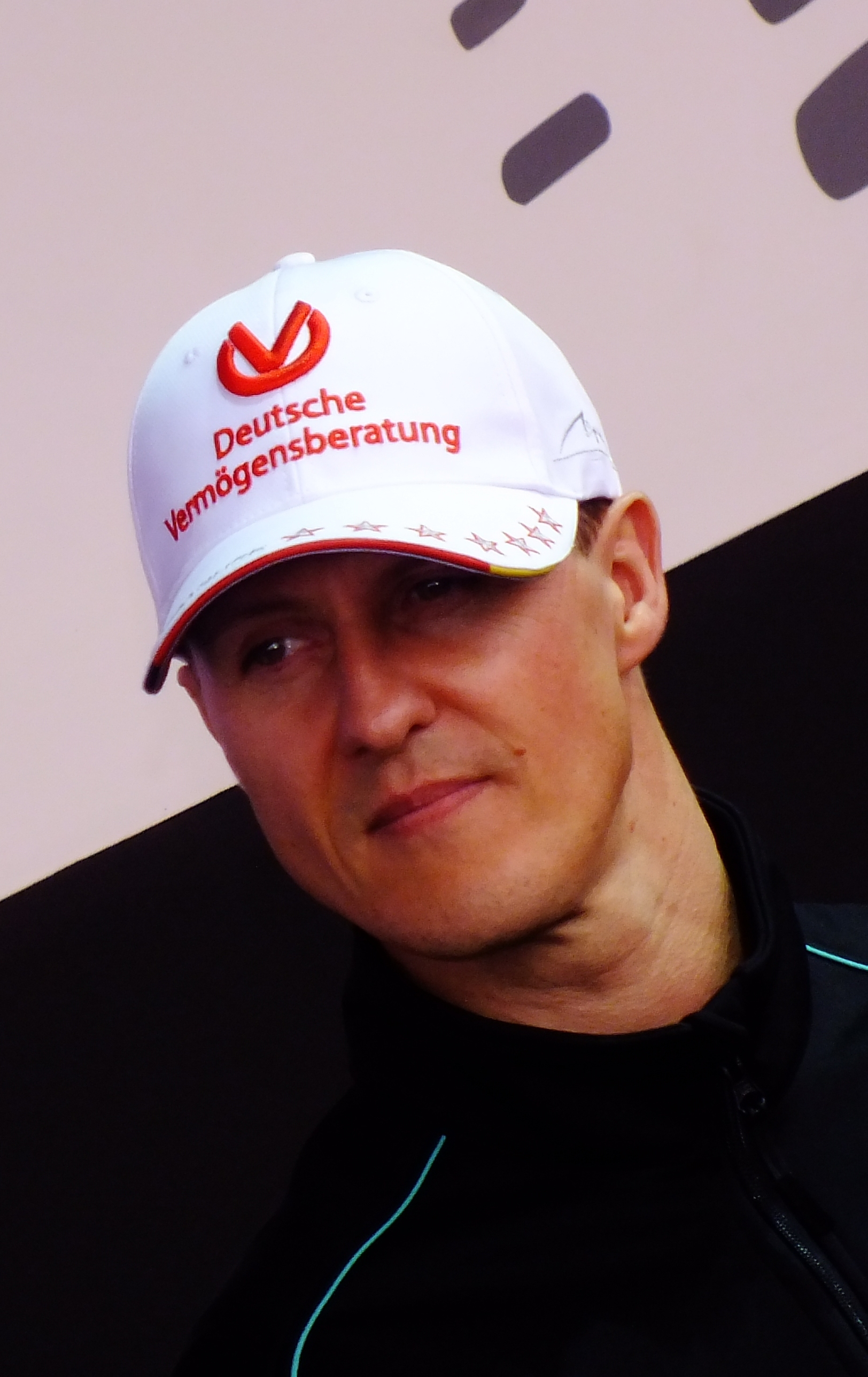
Michael Schumacher nel 2012

I risultati sportivi di Michael Schumacher comprendono i risultati ottenuti in carriera dal pilota automobilistico tedesco Michael Schumacher.

## Formula Ford

### Campionato europeo
| Anno    | Scuderia     | Vettura    | Gare | PP | GV | Vittorie | Podi | Punti | Pos. |
| ------- | ------------ | ---------- | ---- | -- | -- | -------- | ---- | ----- | ---- |
| 1988    | Eufra Racing | Van Diemen | 4    | 1  |    | 2        | 3    | 50    | 2°   |
| Legenda |              |            |      |    |    |          |      |       |      |

### Campionato tedesco
| Anno    | Scuderia     | Vettura    | Gare | PP | GV | Vittorie | Podi | Punti | Pos. |
| ------- | ------------ | ---------- | ---- | -- | -- | -------- | ---- | ----- | ---- |
| 1988    | Eufra Racing | Van Diemen | 6    | 1  | 2  | 3        | 4    | 124   | 6°   |
| Legenda |              |            |      |    |    |          |      |       |      |

## Formula König
| Anno    | Scuderia                  | Vettura | Gare | PP | GV | Vittorie | Podi | Punti | Pos. |
| ------- | ------------------------- | ------- | ---- | -- | -- | -------- | ---- | ----- | ---- |
| 1988    | Hoecker Sportwagenservice | Tatuus  | 10   | 1  |    | 9        | 10   | 192   | 1°   |
| Legenda |                           |         |      |    |    |          |      |       |      |

## Formula 3

### Coppa Europa
| Anno    | Scuderia   | Vettura                 | Qualifica | Gara |
| ------- | ---------- | ----------------------- | --------- | ---- |
| 1989    | WTS Racing | Reynard-Volkswagen      | 9º        | Rit  |
| 1990    | WTS Racing | Reynard-Volkswagen/Opel | 1º        | SQ   |
| Legenda |            |                         |           |      |

### Campionato tedesco
| Anno    | Scuderia   | Vettura            | 1       | 2      | 3     | 4     | 5     | 6     | 7      | 8      | 9     | 10    | 11    | 12    | Punti | Pos. |
| ------- | ---------- | ------------------ | ------- | ------ | ----- | ----- | ----- | ----- | ------ | ------ | ----- | ----- | ----- | ----- | ----- | ---- |
| 1989    | WTS Racing | Reynard-Volkswagen | HOC 3   | NUR 3  | AVU 3 | BRN 5 | ZEL 1 | HOC 3 | WUN 12 | HOC 19 | DIE 4 | NUR 5 | NUR 1 | HOC 3 | 163   | 3°   |
| 1990    | WTS Racing | Reynard-Opel       | ZOL Rit | HOC 19 | NUR 5 | AVU 1 | WUN 1 | NOR 2 | ZEL 1  | DIE 1  | NUR 1 | NUR 4 | HOC 2 |       | 148   | 1°   |
| Legenda |            |                    |         |        |       |       |       |       |        |        |       |       |       |       |       |      |

### Gran Premio di Macao
| Anno    | Scuderia   | Vettura            | Qualifica | Gara     |
| ------- | ---------- | ------------------ | --------- | -------- |
| 1989    | WTS Racing | Reynard-Volkswagen | 6º        | Ritirato |
| 1990    | WTS Racing | Reynard-Volkswagen | 2º        | 1º       |
| Legenda |            |                    |           |          |

## Formula 3000

### Campionato giapponese
| Anno    | Scuderia             | Vettura    | 1   | 2   | 3   | 4   | 5   | 6     | 7   | 8   | 9   | 10  | Punti | Pos. |
| ------- | -------------------- | ---------- | --- | --- | --- | --- | --- | ----- | --- | --- | --- | --- | ----- | ---- |
| 1991    | Suntory Team Le Mans | Ralt-Mugen | SUZ | AUT | FUJ | MIN | SUZ | SUG 2 | FUJ | SUZ | SUZ | FUJ | 6     | 13°  |
| Legenda |                      |            |     |     |     |     |     |       |     |     |     |     |       |      |

## Formula 1

### Risultati completi
| 1991 | Scuderia        | Vettura  |  |  |  |  |  |  |  |  |  |  |     |   |   |   |     |     |  |  |  |  |  |  |  |  | Punti | Pos. |
| ---- | --------------- | -------- |  |  |  |  |  |  |  |  |  |  | --- | - | - | - | --- | --- |  |  |  |  |  |  |  |  | ----- | ---- |
| 1991 | Jordan Benetton | 191 B191 |  |  |  |  |  |  |  |  |  |  | Rit | 5 | 6 | 6 | Rit | Rit |  |  |  |  |  |  |  |  | 4     | 13º  |

| 1992 | Scuderia | Vettura |   |   |   |   |     |   |   |     |   |   |     |   |   |   |     |   |  |  |  |  |  |  |  |  | Punti | Pos. |
| ---- | -------- | ------- | - | - | - | - | --- | - | - | --- | - | - | --- | - | - | - | --- | - |  |  |  |  |  |  |  |  | ----- | ---- |
| 1992 | Benetton | B192    | 4 | 3 | 3 | 2 | Rit | 4 | 2 | Rit | 4 | 3 | Rit | 1 | 3 | 7 | Rit | 2 |  |  |  |  |  |  |  |  | 53    | 3º   |

| 1993 | Scuderia | Vettura     |     |   |     |   |   |     |   |   |   |   |     |   |     |   |     |     |  |  |  |  |  |  |  |  | Punti | Pos. |
| ---- | -------- | ----------- | --- | - | --- | - | - | --- | - | - | - | - | --- | - | --- | - | --- | --- |  |  |  |  |  |  |  |  | ----- | ---- |
| 1993 | Benetton | B193A/B193B | Rit | 3 | Rit | 2 | 3 | Rit | 2 | 3 | 2 | 2 | Rit | 2 | Rit | 1 | Rit | Rit |  |  |  |  |  |  |  |  | 52    | 4º   |

| 1994 | Scuderia | Vettura |   |   |   |   |   |   |   |    |     |   |    |    |    |   |   |     |  |  |  |  |  |  |  |  | Punti | Pos. |
| ---- | -------- | ------- | - | - | - | - | - | - | - | -- | --- | - | -- | -- | -- | - | - | --- |  |  |  |  |  |  |  |  | ----- | ---- |
| 1994 | Benetton | B194    | 1 | 1 | 1 | 1 | 2 | 1 | 1 | SQ | Rit | 1 | SQ | ES | ES | 1 | 2 | Rit |  |  |  |  |  |  |  |  | 92    | 1º   |

| 1995 | Scuderia | Vettura |   |   |     |   |   |   |   |     |   |    |   |     |   |   |   |   |     |  |  |  |  |  |  |  | Punti | Pos. |
| ---- | -------- | ------- | - | - | --- | - | - | - | - | --- | - | -- | - | --- | - | - | - | - | --- |  |  |  |  |  |  |  | ----- | ---- |
| 1995 | Benetton | B195    | 1 | 3 | Rit | 1 | 1 | 5 | 1 | Rit | 1 | 11 | 1 | Rit | 2 | 1 | 1 | 1 | Rit |  |  |  |  |  |  |  | 102   | 1º   |

| 1996 | Scuderia | Vettura |     |   |     |   |   |     |   |     |    |     |   |   |   |   |   |   |  |  |  |  |  |  |  |  | Punti | Pos. |
| ---- | -------- | ------- | --- | - | --- | - | - | --- | - | --- | -- | --- | - | - | - | - | - | - |  |  |  |  |  |  |  |  | ----- | ---- |
| 1996 | Ferrari  | F310    | Rit | 3 | Rit | 2 | 2 | Rit | 1 | Rit | NP | Rit | 4 | 9 | 1 | 1 | 3 | 2 |  |  |  |  |  |  |  |  | 59    | 3º   |

| 1997 | Scuderia | Vettura |   |   |     |   |   |   |   |   |     |   |   |   |   |   |     |   |     |  |  |  |  |  |  |  | Punti | Pos. |
| ---- | -------- | ------- | - | - | --- | - | - | - | - | - | --- | - | - | - | - | - | --- | - | --- |  |  |  |  |  |  |  | ----- | ---- |
| 1997 | Ferrari  | F310B   | 2 | 5 | Rit | 2 | 1 | 4 | 1 | 1 | Rit | 2 | 4 | 1 | 6 | 6 | Rit | 1 | Rit |  |  |  |  |  |  |  | 78    | SQ   |

| 1998 | Scuderia | Vettura |     |   |   |   |   |    |   |   |   |   |   |   |     |   |   |     |  |  |  |  |  |  |  |  | Punti | Pos. |
| ---- | -------- | ------- | --- | - | - | - | - | -- | - | - | - | - | - | - | --- | - | - | --- |  |  |  |  |  |  |  |  | ----- | ---- |
| 1998 | Ferrari  | F300    | Rit | 3 | 1 | 2 | 3 | 10 | 1 | 1 | 1 | 3 | 5 | 1 | Rit | 1 | 2 | Rit |  |  |  |  |  |  |  |  | 86    | 2º   |

| 1999 | Scuderia | Vettura |   |   |   |   |   |     |   |     |     |     |     |     |     |     |   |   |  |  |  |  |  |  |  |  | Punti | Pos. |
| ---- | -------- | ------- | - | - | - | - | - | --- | - | --- | --- | --- | --- | --- | --- | --- | - | - |  |  |  |  |  |  |  |  | ----- | ---- |
| 1999 | Ferrari  | F399    | 8 | 2 | 1 | 1 | 3 | Rit | 5 | Rit | INF | INF | INF | INF | INF | INF | 2 | 2 |  |  |  |  |  |  |  |  | 44    | 5º   |

| 2000 | Scuderia | Vettura |   |   |   |   |   |   |     |   |     |     |     |   |   |   |   |   |   |  |  |  |  |  |  |  | Punti | Pos. |
| ---- | -------- | ------- | - | - | - | - | - | - | --- | - | --- | --- | --- | - | - | - | - | - | - |  |  |  |  |  |  |  | ----- | ---- |
| 2000 | Ferrari  | F1-2000 | 1 | 1 | 1 | 3 | 5 | 1 | Rit | 1 | Rit | Rit | Rit | 2 | 2 | 1 | 1 | 1 | 1 |  |  |  |  |  |  |  | 108   | 1º   |

| 2001 | Scuderia | Vettura |   |   |   |     |   |   |   |   |   |   |   |     |   |   |   |   |   |  |  |  |  |  |  |  | Punti | Pos. |
| ---- | -------- | ------- | - | - | - | --- | - | - | - | - | - | - | - | --- | - | - | - | - | - |  |  |  |  |  |  |  | ----- | ---- |
| 2001 | Ferrari  | F2001   | 1 | 1 | 2 | Rit | 1 | 2 | 1 | 2 | 1 | 1 | 2 | Rit | 1 | 1 | 4 | 2 | 1 |  |  |  |  |  |  |  | 123   | 1º   |

| 2002 | Scuderia | Vettura |   |   |   |   |   |   |   |   |   |   |   |   |   |   |   |   |   |  |  |  |  |  |  |  | Punti | Pos. |
| ---- | -------- | ------- | - | - | - | - | - | - | - | - | - | - | - | - | - | - | - | - | - |  |  |  |  |  |  |  | ----- | ---- |
| 2002 | Ferrari  | F2002   | 1 | 3 | 1 | 1 | 1 | 1 | 2 | 1 | 2 | 1 | 1 | 1 | 2 | 1 | 2 | 2 | 1 |  |  |  |  |  |  |  | 144   | 1º   |

| 2003 | Scuderia | Vettura |   |   |     |   |   |   |   |   |   |   |   |   |   |   |   |   |  |  |  |  |  |  |  |  | Punti | Pos. |
| ---- | -------- | ------- | - | - | --- | - | - | - | - | - | - | - | - | - | - | - | - | - |  |  |  |  |  |  |  |  | ----- | ---- |
| 2003 | Ferrari  | F2003GA | 4 | 6 | Rit | 1 | 1 | 1 | 3 | 1 | 5 | 3 | 4 | 7 | 8 | 1 | 1 | 8 |  |  |  |  |  |  |  |  | 93    | 1º   |

| 2004 | Scuderia | Vettura |   |   |   |   |   |     |   |   |   |   |   |   |   |   |   |    |   |   |  |  |  |  |  |  | Punti | Pos. |
| ---- | -------- | ------- | - | - | - | - | - | --- | - | - | - | - | - | - | - | - | - | -- | - | - |  |  |  |  |  |  | ----- | ---- |
| 2004 | Ferrari  | F2004   | 1 | 1 | 1 | 1 | 1 | Rit | 1 | 1 | 1 | 1 | 1 | 1 | 1 | 2 | 2 | 12 | 1 | 7 |  |  |  |  |  |  | 148   | 1º   |

| 2005 | Scuderia | Vettura |     |   |     |   |     |   |   |   |   |   |   |   |   |     |    |     |   |   |     |  |  |  |  |  | Punti | Pos. |
| ---- | -------- | ------- | --- | - | --- | - | --- | - | - | - | - | - | - | - | - | --- | -- | --- | - | - | --- |  |  |  |  |  | ----- | ---- |
| 2005 | Ferrari  | F2005   | Rit | 7 | Rit | 2 | Rit | 7 | 5 | 2 | 1 | 3 | 6 | 5 | 2 | Rit | 10 | Rit | 4 | 7 | Rit |  |  |  |  |  | 62    | 3º   |

| 2006 | Scuderia | Vettura |   |   |     |   |   |   |   |   |   |   |   |   |   |   |   |   |     |   |  |  |  |  |  |  | Punti | Pos. |
| ---- | -------- | ------- | - | - | --- | - | - | - | - | - | - | - | - | - | - | - | - | - | --- | - |  |  |  |  |  |  | ----- | ---- |
| 2006 | Ferrari  | 248 F1  | 2 | 6 | Rit | 1 | 1 | 2 | 5 | 2 | 2 | 1 | 1 | 1 | 8 | 3 | 1 | 1 | Rit | 4 |  |  |  |  |  |  | 121   | 2º   |

| 2010 | Scuderia | Vettura |   |    |     |    |   |    |   |    |    |   |   |    |   |   |    |   |   |   |     |  |  |  |  |  | Punti | Pos. |
| ---- | -------- | ------- | - | -- | --- | -- | - | -- | - | -- | -- | - | - | -- | - | - | -- | - | - | - | --- |  |  |  |  |  | ----- | ---- |
| 2010 | Mercedes | MGP W01 | 6 | 10 | Rit | 10 | 4 | 12 | 4 | 11 | 15 | 9 | 9 | 11 | 7 | 9 | 13 | 6 | 4 | 7 | Rit |  |  |  |  |  | 72    | 9º   |

| 2011 | Scuderia | Vettura |     |   |   |    |   |     |   |    |   |   |     |   |   |     |   |     |   |   |    |  |  |  |  |  | Punti | Pos. |
| ---- | -------- | ------- | --- | - | - | -- | - | --- | - | -- | - | - | --- | - | - | --- | - | --- | - | - | -- |  |  |  |  |  | ----- | ---- |
| 2011 | Mercedes | MGP W02 | Rit | 9 | 8 | 12 | 6 | Rit | 4 | 17 | 9 | 8 | Rit | 5 | 5 | Rit | 6 | Rit | 5 | 7 | 15 |  |  |  |  |  | 76    | 8º   |

| 2012 | Scuderia | Vettura |     |    |     |    |     |     |     |   |   |   |     |   |   |     |    |    |    |    |    |   |  |  |  |  | Punti | Pos. |
| ---- | -------- | ------- | --- | -- | --- | -- | --- | --- | --- | - | - | - | --- | - | - | --- | -- | -- | -- | -- | -- | - |  |  |  |  | ----- | ---- |
| 2012 | Mercedes | F1 W03  | Rit | 10 | Rit | 10 | Rit | Rit | Rit | 3 | 7 | 7 | Rit | 7 | 6 | Rit | 11 | 13 | 22 | 11 | 16 | 7 |  |  |  |  | 49    | 13º  |

| Legenda | 1º posto     | 2º posto | 3º posto    | A punti         | Senza punti/Non class.  | Grassetto – Pole position Corsivo – Giro più veloce |
| Legenda | Squalificato | Ritirato | Non partito | Non qualificato | Solo prove/Terzo pilota | Grassetto – Pole position Corsivo – Giro più veloce |

### Record
(Aggiornato dopo il Gran Premio di Gran Bretagna 2024)

| Record                                                              | Numero                                                                                               |
| ------------------------------------------------------------------- | --- |
| Maggior numero di titoli mondiali                                   | 7 (1994, 1995, 2000, 2001, 2002, 2003, 2004); a pari merito con Lewis Hamilton                       |
| Maggior numero di titoli mondiali consecutivi                       | 5 (dal 2000 al 2004)                                                                                 |
| Maggior numero di titoli mondiali vinti da campione in carica       | 5 (1995 e dal 2001 al 2004)                                                                          |
| Maggior numero di piazzamenti nei primi tre del mondiale            | 12                                                                                                   |
| Maggior numero di stagioni consecutive con almeno una vittoria      | 15 (dal 1992 al 2006); a pari merito con Lewis Hamilton                                              |
| Maggior numero di arrivi sul podio consecutivi                      | 19 (dal Gran Premio degli Stati Uniti 2001 al Gran Premio del Giappone 2002)                         |
| Maggior numero di giri più veloci in gara                           | 77                                                                                                   |
| Maggior numero di giri più veloci in gara in una stagione           | 10 (su 18 gare nel 2004) eguagliato da Räikkönen nel 2005 e nel 2008                                 |
| Maggior numero di stagioni consecutive con almeno un giro veloce    | 15 (dal 1992 al 2006); a pari merito con Lewis Hamilton                                              |
| Maggior numero di giri veloci nello stesso gran premio              | 7 (Gran Premio di Spagna); a pari merito con Nigel Mansell - Gran Bretagna e Lewis Hamilton - Italia |
| Maggior numero di giri veloci nello stesso circuito                 | 7 (Circuito di Catalogna); a pari merito con Lewis Hamilton - Autodromo nazionale di Monza           |
| Maggior numero di double (pole position e vittoria) consecutivi     | 6 (dal Gran Premio d'Italia 2000, al Gran Premio della Malesia 2001)                                 |
| Maggior numero di hat trick (pole position, vittoria e giro veloce) | 22                                                                                                   |
| Maggior numero di vittorie con giro veloce                          | 48                                                                                                   |
| Minor numero di gare per l'assegnazione matematica del mondiale     | 11 su 17, pari al 64,7% delle gare totali (2002)                                                     |

Il principale record che Schumacher non è riuscito a superare è quello che riguarda il maggior numero di gran premi disputati (detenuto da Fernando Alonso), mentre, ha detenuto per oltre undici anni il primato assoluto di pole position (68) e per quattordici anni il primato assoluto di vittorie (91), record entrambi superati da Lewis Hamilton, rispettivamente nel Gran Premio d'Italia 2017 e nel Gran Premio del Portogallo 2020.

### Confronto con i compagni di squadra
| Anno | Punti Schumacher | Punti Compagno | Compagno di squadra               |
| ---- | ---------------- | -------------- | --------------------------------- |
| 1991 | 4                | 9 / 26,5       | Andrea De Cesaris / Nelson Piquet |
| 1992 | 53               | 38             | Martin Brundle                    |
| 1993 | 52               | 20             | Riccardo Patrese                  |
| 1994 | 92               | 10             | Jos Verstappen                    |
| 1995 | 102              | 45             | Johnny Herbert                    |
| 1996 | 59               | 11             | Eddie Irvine                      |
| 1997 | 78               | 24             | Eddie Irvine                      |
| 1998 | 86               | 47             | Eddie Irvine                      |
| 1999 | 44               | 74             | Eddie Irvine                      |
| 2000 | 108              | 62             | Rubens Barrichello                |
| 2001 | 123              | 56             | Rubens Barrichello                |
| 2002 | 144              | 77             | Rubens Barrichello                |
| 2003 | 93               | 65             | Rubens Barrichello                |
| 2004 | 148              | 114            | Rubens Barrichello                |
| 2005 | 62               | 38             | Rubens Barrichello                |
| 2006 | 121              | 80             | Felipe Massa                      |
| 2010 | 72               | 142            | Nico Rosberg                      |
| 2011 | 76               | 89             | Nico Rosberg                      |
| 2012 | 49               | 93             | Nico Rosberg                      |

### Statistiche Gran Premi
| Gran Premio   | Disputati | Pole | Giri veloci | Podi | Hat-Tricks | Vittorie | Anno di vittoria                               | Ritiri |
| ------------- | --------- | ---- | ----------- | ---- | ---------- | -------- | ---------------------------------------------- | ------ |
| Abu Dhabi     | 3         | 0    | 0           | 0    | 0          | 0        | —                                              | 1      |
| Argentina     | 4         | 0    | 1           | 2    | 0          | 1        | 1998                                           | 3      |
| Australia     | 19        | 3    | 5           | 6    | 2          | 4        | 2000, 2001, 2002, 2004                         | 10     |
| Austria       | 6         | 2    | 2           | 4    | 1          | 2        | 2002, 2003                                     | 1      |
| Bahrain       | 6         | 2    | 1           | 2    | 1          | 1        | 2004                                           | 1      |
| Belgio        | 15        | 1    | 4           | 9    | 1          | 6        | 1992, 1995, 1996, 1997, 2001, 2002             | 3      |
| Brasile       | 18        | 1    | 5           | 10   | 0          | 4        | 1994, 1995, 2000, 2002                         | 1      |
| Canada        | 18        | 6    | 4           | 12   | 1          | 7        | 1994, 1997, 1998, 2000, 2002, 2003, 2004       | 3      |
| Cina          | 6         | 0    | 1           | 1    | 0          | 1        | 2006                                           | 2      |
| Corea         | 3         | 0    | 0           | 0    | 0          | 0        | —                                              | 1      |
| Europa        | 15        | 3    | 6           | 9    | 2          | 6        | 1994, 1995, 2000, 2001, 2004, 2006             | 2      |
| Francia       | 15        | 4    | 5           | 11   | 2          | 8        | 1994, 1995, 1997, 1998, 2001, 2002, 2004, 2006 | 4      |
| Germania      | 17        | 2    | 5           | 7    | 1          | 4        | 1995, 2002, 2004, 2006                         | 2      |
| Giappone      | 19        | 8    | 4           | 9    | 2          | 6        | 1995, 1997, 2000, 2001, 2002, 2004             | 5      |
| Gran Bretagna | 18        | 1    | 3           | 7    | 0          | 3        | 1998, 2002, 2004                               | 4      |
| India         | 2         | 0    | 0           | 0    | 0          | 0        | —                                              | 0      |
| Italia        | 16        | 3    | 2           | 8    | 1          | 5        | 1996, 1998, 2000, 2003, 2006                   | 2      |
| Lussemburgo   | 2         | 1    | 0           | 1    | 0          | 0        | —                                              | 1      |
| Malesia       | 11        | 5    | 2           | 5    | 0          | 3        | 2000, 2001, 2004                               | 1      |
| Messico       | 1         | 0    | 0           | 1    | 0          | 0        | —                                              | 0      |
| Monaco        | 18        | 3    | 5           | 7    | 1          | 5        | 1994, 1995, 1997, 1999, 2001                   | 6      |
| Pacifico      | 2         | 0    | 2           | 2    | 0          | 2        | 1994, 1995                                     | 0      |
| Portogallo    | 5         | 0    | 0           | 3    | 0          | 1        | 1993                                           | 0      |
| San Marino    | 15        | 5    | 5           | 12   | 1          | 7        | 1994, 1999, 2000, 2002, 2003, 2004, 2006       | 3      |
| Singapore     | 3         | 0    | 0           | 0    | 0          | 0        | —                                              | 1      |
| Spagna        | 19        | 7    | 7           | 12   | 3          | 6        | 1995, 1996, 2001, 2002, 2003, 2004             | 2      |
| Stati Uniti   | 8         | 4    | 3           | 7    | 1          | 5        | 2000, 2003, 2004, 2005, 2006                   | 0      |
| Sudafrica     | 2         | 0    | 0           | 0    | 0          | 0        | —                                              | 1      |
| Turchia       | 4         | 0    | 1           | 1    | 0          | 0        | —                                              | 1      |
| Ungheria      | 17        | 7    | 4           | 7    | 2          | 4        | 1994, 1998, 2001, 2004                         | 4      |

## Sport e Turismo

### Campionato mondiale sportprototipi
| Anno    | Scuderia        | Vettura                  | 1   | 2   | 3     | 4     | 5     | 6     | 7   | 8     | 9     | Punti | Pos. |
| ------- | --------------- | ------------------------ | --- | --- | ----- | ----- | ----- | ----- | --- | ----- | ----- | ----- | ---- |
| 1990    | Sauber Mercedes | Mercedes-Benz C11        | SUZ | MNZ | SIL   | SPA   | DIG 2 | NUR 2 | DON | MNT   | CIT 1 | 21    | 5°   |
| 1991    | Sauber Mercedes | Mercedes-Benz C291 / C11 | SUZ | MNZ | SIL 2 | LEM 5 | NUR   | MAG   | CIT | AUT 1 |       | 43    | 9°   |
| Legenda |                 |                          |     |     |       |       |       |       |     |       |       |       |      |

### Campionato Tedesco Turismo (DTM)
| Anno    | Scuderia | Vettura                           | 1   | 2   | 3   | 4   | 5   | 6   | 7   | 8   | 9   | 10  | 11      | 12     | 13     | 14      | 15  | 16  | 17  | 18  | 19  | 20  | 21  | 22  | 23  | 24  | Punti | Pos. |
| ------- | -------- | --------------------------------- | --- | --- | --- | --- | --- | --- | --- | --- | --- | --- | ------- | ------ | ------ | ------- | --- | --- | --- | --- | --- | --- | --- | --- | --- | --- | ----- | ---- |
| 1991    | Zakspeed | Mercedes-Benz 190 E 2.5-16 Evo II | ZOL | ZOL | HOC | HOC | NUR | NUR | AVU | AVU | WUN | WUN | NOR Rit | NOR 25 | DIE 14 | DIE Rit | NUR | NUR | ALE | ALE | HOC | HOC | BRN | BRN | DON | DON | 0     | -    |
| Legenda |          |                                   |     |     |     |     |     |     |     |     |     |     |         |        |        |         |     |     |     |     |     |     |     |     |     |     |       |      |

## Riepilogo
| Anno   | Serie                               | Scuderia                  | Gare | Vittorie | Pole | GV | Podi | Punti | Posizione |
| ------ | ----------------------------------- | ------------------------- | ---- | -------- | ---- | -- | ---- | ----- | --------- |
| 1988   | Campionato Europeo Formula Ford     | Eufra Racing              | 4    | 1        | 1    | 0  | 3    | 50    | 2º        |
| 1988   | Campionato Tedesco Formula Ford     | Eufra Racing              | 7    | 3        | 0    | 0  | 5    | 124   | 6º        |
| 1988   | Formula König                       | Hoecker Sportwagenservice | 10   | 9        | 1    | 1  | 10   | 192   | 1º        |
| 1989   | Campionato Tedesco Formula 3        | WTS Racing                | 12   | 2        | 2    | 0  | 7    | 163   | 3º        |
| 1989   | Campionato Europeo Formula 3        | WTS Racing                | 1    | 0        | 0    | 0  | 0    | N/A   | NC        |
| 1989   | Gran Premio di Macao                | WTS Racing                | 1    | 0        | 0    | 0  | 0    | N/A   | NC        |
| 1990   | Campionato del mondo sportprototipi | Team Sauber Mercedes      | 3    | 1        | 0    | 1  | 3    | 21    | 5º        |
| 1990   | Campionato Tedesco Formula 3        | WTS Racing                | 11   | 5        | 6    | 4  | 7    | 148   | 1º        |
| 1990   | Campionato Europeo Formula 3        | WTS Racing                | 1    | 0        | 1    | 1  | 0    | N/A   | SQ        |
| 1990   | Gran Premio di Macao                | WTS Racing                | 1    | 1        | 0    | 0  | 0    | N/A   | 1º        |
| 1991   | Campionato del mondo sportprototipi | Team Sauber Mercedes      | 8    | 1        | 0    | 2  | 2    | 43    | 9º        |
| 1991   | DTM                                 | Zakspeed Mercedes         | 4    | 0        | 0    | 0  | 0    | 0     | NC        |
| 1991   | Formula 3000 Giapponese             | Team Le Mans              | 1    | 0        | 0    | 0  | 1    | 6     | 12º       |
| 1991   | Formula 1                           | Jordan                    | 1    | 0        | 0    | 0  | 0    | 0     | 14º       |
| 1991   | Formula 1                           | Benetton                  | 5    | 0        | 0    | 0  | 0    | 4     | 14º       |
| 1992   | Formula 1                           | Benetton                  | 16   | 1        | 0    | 2  | 8    | 53    | 3º        |
| 1993   | Formula 1                           | Benetton                  | 16   | 1        | 0    | 5  | 9    | 52    | 4º        |
| 1994   | Formula 1                           | Benetton                  | 14   | 8        | 6    | 8  | 10   | 92    | 1º        |
| 1995   | Formula 1                           | Benetton                  | 17   | 9        | 4    | 8  | 11   | 102   | 1º        |
| 1996   | Formula 1                           | Ferrari                   | 16   | 3        | 4    | 2  | 8    | 59    | 3º        |
| 1997   | Formula 1                           | Ferrari                   | 17   | 5        | 3    | 3  | 8    | 78    | SQ        |
| 1998   | Formula 1                           | Ferrari                   | 16   | 6        | 3    | 6  | 11   | 86    | 2º        |
| 1999   | Formula 1                           | Ferrari                   | 10   | 2        | 3    | 5  | 6    | 44    | 5º        |
| 2000   | Formula 1                           | Ferrari                   | 17   | 9        | 9    | 2  | 12   | 108   | 1º        |
| 2001   | Formula 1                           | Ferrari                   | 17   | 9        | 11   | 3  | 14   | 123   | 1º        |
| 2002   | Formula 1                           | Ferrari                   | 17   | 11       | 7    | 7  | 17   | 144   | 1º        |
| 2003   | Formula 1                           | Ferrari                   | 16   | 6        | 5    | 5  | 9    | 93    | 1º        |
| 2004   | Formula 1                           | Ferrari                   | 18   | 13       | 8    | 10 | 15   | 148   | 1º        |
| 2005   | Formula 1                           | Ferrari                   | 19   | 1        | 1    | 3  | 5    | 62    | 3º        |
| 2006   | Formula 1                           | Ferrari                   | 18   | 7        | 4    | 7  | 12   | 121   | 2º        |
| 2010   | Formula 1                           | Mercedes                  | 19   | 0        | 0    | 0  | 0    | 72    | 9º        |
| 2011   | Formula 1                           | Mercedes                  | 19   | 0        | 0    | 0  | 0    | 76    | 8º        |
| 2012   | Formula 1                           | Mercedes                  | 20   | 0        | 0    | 1  | 1    | 49    | 13°       |
| Totale |                                     |                           | 371  | 114      | 79   | 86 | 194  | 2313  |           |

### Annotazioni
1. 1 2  Nel Gran Premio del Belgio

### Fonti
1. ↑  (EN) Michael Schumacher's records.. URL consultato il 22-3-08.